# Nicerta cruenta
Nicerta cruenta är en insektsart som beskrevs av Frederick Arthur Godfrey Muir 1913. Nicerta cruenta ingår i släktet Nicerta och familjen Derbidae. Inga underarter finns listade i Catalogue of Life.